# Taalexperiment van Psammetichus I

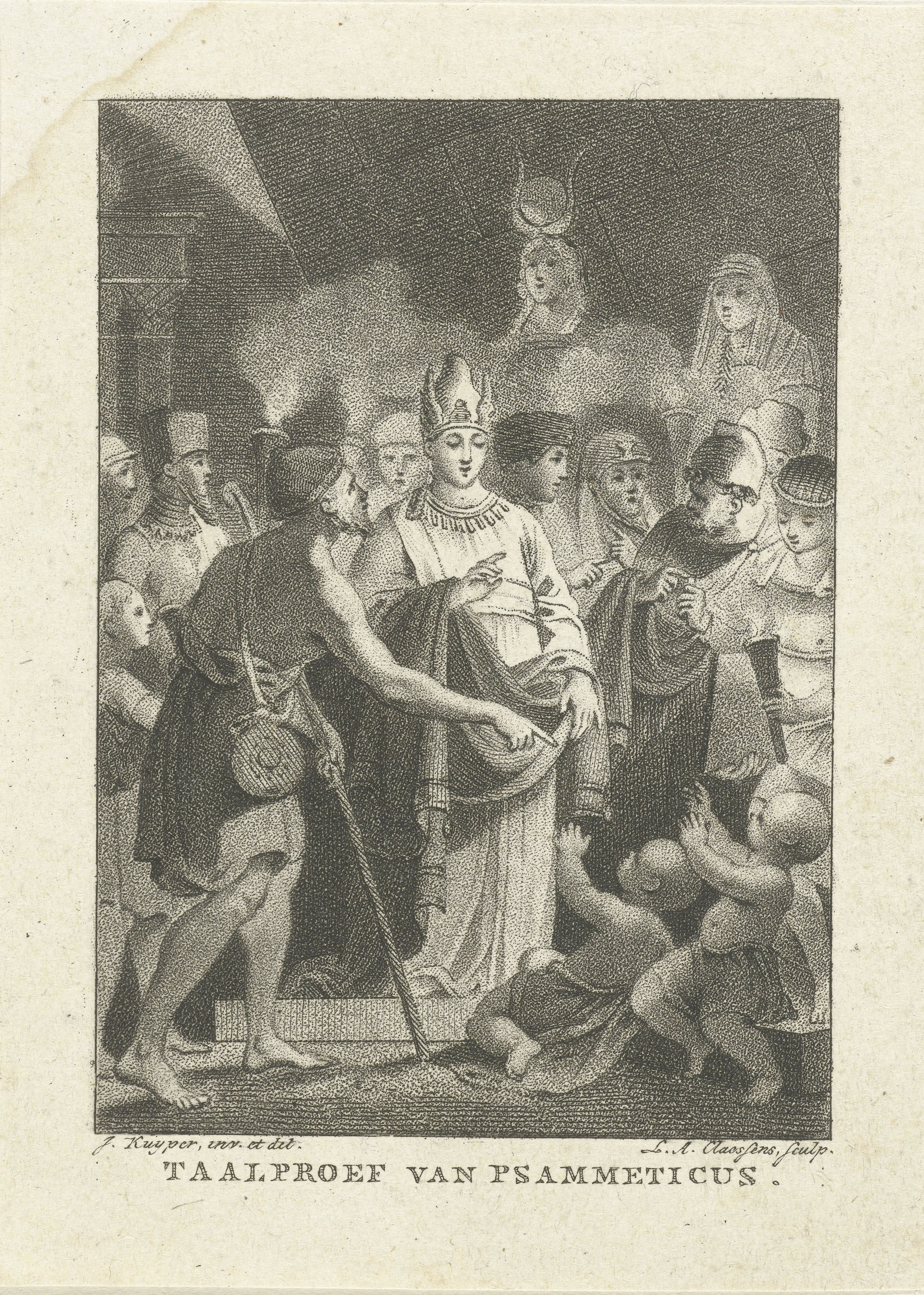
Taalkundig experiment van farao Psammetichus, Lambertus Antonius Claessens, naar Jacques Kuyper (1800)

Het taalexperiment van Psammetichus I is een bekend verhaal overgeleverd door geschiedschrijver Herodotus in zijn Historiën. Psammetichus I (664-610 v. C.), in de zevende eeuw v. C. farao van Egypte, beoogde met een taalexperiment uit te maken welk volk het oudst was. Dat deed hij door twee pasgeborenen te laten afzonderen en na te gaan welke taal ze zouden gaan spreken. Oxford Reference omschrijft de proefneming als het eerste gedocumenteerde psychologische experiment.  

## Verloop van het taalexperiment volgens de overlevering van Herodotus
Herodotus (485-425 v. C.) beschreef in Euterpe, het tweede boek van zijn Historiën, hoe Psammetichus een experiment liet uitvoeren dat licht zou werpen op wat de oudste taal van de wereld was. Herodotus verhaalde hoe de Egyptenaren in de tijd van Psammetichus veronderstelden dat hun volk als eerste was ontstaan. Psammetichus daarentegen stelde die overtuiging in vraag en bedacht een manier om na te gaan welk volk het oudste volk was: als hij kon achterhalen wat de oertaal van de mens was, zou hij daaruit kunnen afleiden uit welk volk de mensen afstammen.
Dat deed hij aan de hand van een experiment. Herodotus doet verhaal van twee versies. In een eerste versie volgens priesters van Hephaistos in Memphis bracht Psammetichus twee pasgeboren kinderen met een goede gezondheid onder de hoede van een herder, die hen in zijn geitenstal liet opgroeien, afgezonderd van de rest van de wereld. Psammetichus droeg hem daarbij op dat niemand een woord mocht uiten in hun bijzijn. Alleen de herder mocht hen benaderen om hen van melk te voorzien en hen te verzorgen als dat nodig was, zij het zonder te communiceren. De woorden die de kinderen als eerste zouden uitbrengen na een fase van onverstaanbaar gebrabbel, zou de oertaal zijn, aangezien ze die zonder enige invloed van anderen uit zichzelf zouden produceren.
Herodotus rapporteert hoe de kinderen na twee jaar zo te hebben geleefd, voor de herder op hun knieën vielen en hem smekend het woord bekos toespraken. Dat gebeurde niet één keer maar herhaaldelijk, waarop Psammetichus de kinderen liet komen en zelf ook de taaluiting vaststelde.Nadat hij zich had geïnformeerd bij andere volkeren, bleek in het Frygisch bekos brood te betekenen. Daaruit concludeerde hij dat de Frygiërs het oudste volk waren, ouder dan de Egyptenaren. 
Het is echter waarschijnlijk dat de kinderen een uiting als bekos zouden hebben geproduceerd door de aanwezigheid en invloed van de geiten. Die werden volgens de overlevering van Herodotus immers steeds naar de ruimte van de kinderen gebracht, om hen van melk te voorzien. Bekos lijkt dan ook een klanknabootsing van het gemekker van de geiten te zijn. Daar hebben Psammetichus noch Herodotus op gewezen.
Een tweede versie, die van de Hellenen, vertelt volgens Herodotus een ander verhaal. Daarin is het niet een herder die de pasgeborenen opvoedt, maar zijn het verschillende vrouwen. Om zich ervan te verzekeren dat ze geen woord konden laten ontsnappen in het bijzijn van de kinderen, zou Psammetichus hen de tong hebben afgesneden.  

## Authenticiteit van het verhaal
Er heerst grote twijfel over de vraag of het verhaal dat Herodotus beschrijft, wel degelijk als historisch beschouwd kan worden, of eerder een legende zou zijn. De grote mate van detail waarmee het verteld wordt, draagt bij aan de geloofwaardigheid. Bovendien zijn de omstandigheden van het experiment opmerkelijk gecontroleerd: een geïsoleerde omgeving, minimaal contact en de jonge leeftijd van de kinderen. Het vermelden van het gebrabbel van de kinderen geeft ook een waarheidsgetrouwe indruk. Daarnaast wijkt de uitkomst af van de verwachtingen van de Egyptenaren, die hun eigen volk als het oudst zagen.
Toch zijn er goede redenen om aan te nemen dat het verhaal niet historisch zou zijn. Zo wijzen verschillende elementen op een mogelijke Ionische oorsprong in plaats van een Egyptische. Gecontroleerde methodes als die van het experiment van Psammetichus zouden bijvoorbeeld ook al door Griekse artsen in Ionië zijn uitgevoerd. Bovendien dronken mensen in Egypte koeienmelk als voeding en geen geitenmelk, terwijl in het Ionisch gebied juist eerder naar geiten- en schapenmelk gegrepen werd dan naar koeienmelk. Het onderzoek zou zich dus in Ionië kunnen hebben afgespeeld, waarna het naar Egypte is geëmigreerd. Het verhaal zou ook fictief kunnen zijn en als doel gehad hebben de Egyptenaren in diskrediet te brengen. Het is dus niet duidelijk in hoeverre het experiment van Psammetichus daadwerkelijk heeft plaatsgevonden.  

## Reacties van taaldenkers op de uitkomst van het experiment

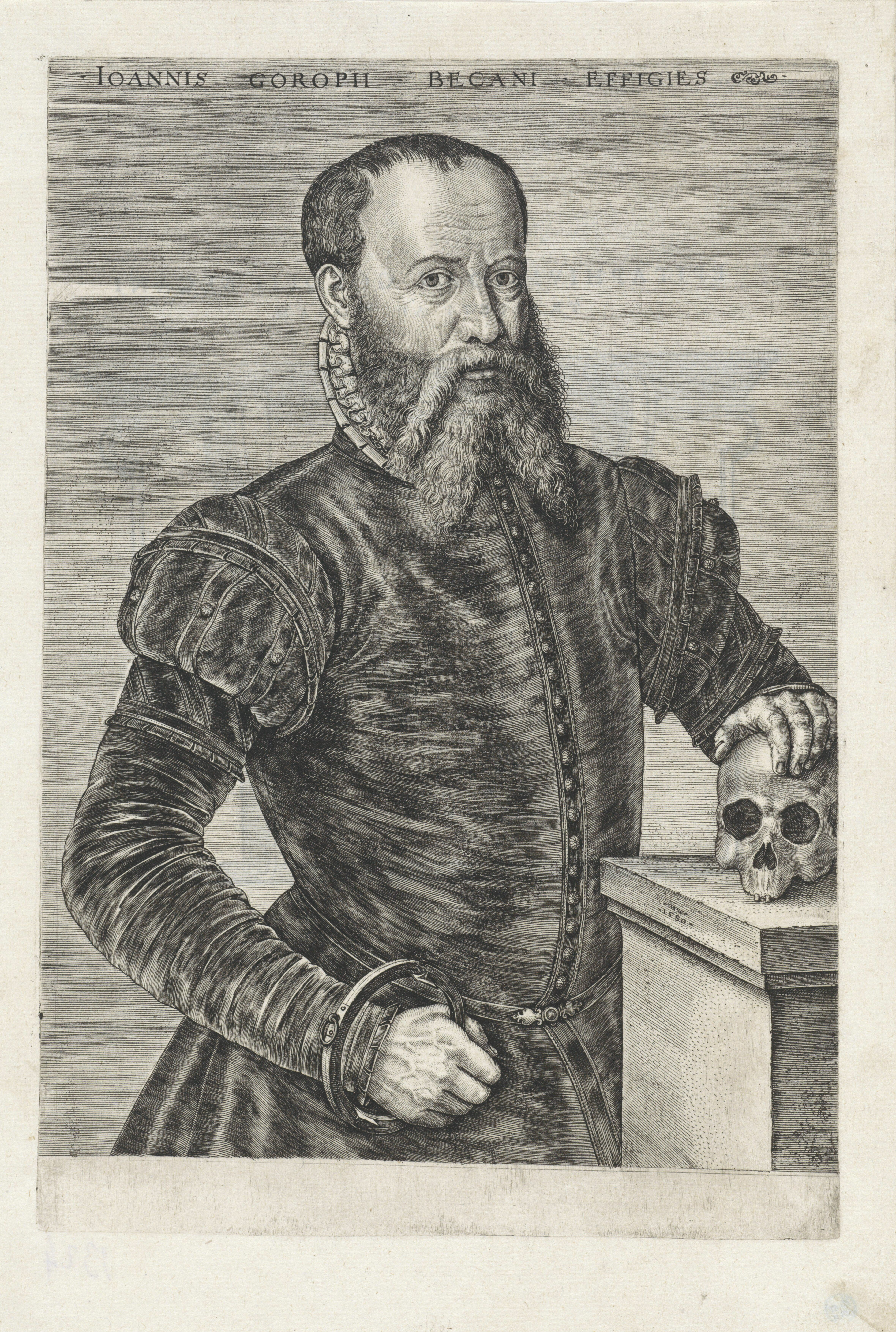
Portret van Johannes Goropius Becanus, door Johannes Wierix (1580)

Ook na Psammetichus hebben verscheidene taaldenkers zich beziggehouden met de vraag welke taal de oorspronkelijke was. Hoewel tot na de middeleeuwen in het Westen de aanname heerste dat het Hebreeuws de oudste taal was, volgens de bijbelse traditie, stelden taaldenkers dat ook meermaals in vraag. Naar het taalexperiment van de farao werd dan ook verschillende keren verwezen.
Johannes Goropius Becanus (Jan Van Gorp, 1519–1573) interesseerde zich in de zestiende eeuw ook in de oorsprong van taal. Zoals Simon Stevin (1548-1620) in ongeveer dezelfde periode de eigen volkstaal, het Diets, had geportretteerd als volmaakte taal, zo had ook Becanus aandacht voor het Diets. In zijn Origines Antwerpianae beargumenteerde hij dat het Diets, en meer bepaald het Antwerpse dialect, het meest vergelijkbaar met de ‘moeder der talen’ was. Hij betwistte eveneens de veronderstelling dat het Hebreeuws de oertaal was. Toch getuigde zijn verklaring nog steeds ook van een theologische visie. De taal van het aards paradijs zou door de kleinzoon van Noach, Gomer, zijn doorgegeven aan het volk dat hij leidde, de Cimmerii. Het volk bouwde volgens de redenering van Becanus niet mee aan de toren van Babel. Daarom bleef hun taal, het Cimmerisch, in tegenstelling tot de andere intact. Het hedendaagse Diets zou als enige taal rechtstreeks afstammen van die oertaal en er zeer veel gelijkenissen mee vertonen.
Voor het Diets als oertaal geeft Becanus allerlei etymologische argumenten, en ook het verhaal van Psammetichus zet hij in voor zijn theorie. Hij neemt de uitkomst van het experiment ernstig, maar ziet het juist als etymologische ondersteuning voor de primordialiteit van het Diets. Hij gaat ervan uit dat de taal waarin bekos brood betekent, de oertaal moet zijn. Dat leidt hem naar het Diets, waarin bec naar brood verwijst. Het woord becker ("bakker", de bereider van brood) heeft die stam nog behouden. Met dit verhaal ter inspiratie gaf Becanus zijn werk Origines Antwerpianae de ondertitel Cimmeriorum Becceselana. Bec in beccesselana verwijst er opnieuw naar brood, naar analogie met het experiment van Psammetichus. Het geheel slaat op het brood waarmee de Cimmerii de eeuwigheid konden tellen. Sel zag hij als “tel” en ana als “eeuwigheid”, door de combinatie van aan en na die samen het eeuwige omvatten.
Terwijl Becanus vasthield aan de uitkomst van de proef van Psammetichus, zette zijn tijdgenoot Schrieckius (Adriaan van Schrieck, 1560-1612), heer van Rodorne en taaldenker, het weg als ongeloofwaardig. Hij ging er in zijn Origines rerumque Celticarum et Belgicarum libri XXIII net als Becanus van uit dat het Diets bijzonder oud was, maar evenwel niet zo oud als het Hebreeuws. Schrieckius' houding tegenover de bevindingen van Psammetichus was kritisch om twee redenen. In de eerste plaats bracht hij de taaluiting van de kinderen wel in verband met het gemekker van de geiten. Ten tweede wees hij erop hoe ongeloofwaardig het was dat de kinderen om een brood zouden vragen. Ze werden volgens de overlevering van Herodotus immers alleen gevoed met melk van de geiten en zouden dus nog niet in aanraking gekomen zijn met brood. Dat Becanus zijn argumentatie op de uitkomst van dit experiment baseerde, vond Schrieckius lichtzinnig.
De Zweedse medicus en professor Olaus (Olav) Rudbeck (1630-1702) was daarentegen wel overtuigd van de relevantie van het experiment, net zoals Becanus. Hij zette het een eeuw na die laatste eveneens in ter ondersteuning van zijn eigen taaltheorie. In zijn Atlantica betoogt hij met uiteenlopende argumenten uit verschillende vakdomeinen dat Zweden de locatie van Atlantis is, de stad die aan de basis van de civilisatie ligt volgens Plato. Het Zweeds is bijgevolg in zijn ogen de moeder der talen. De anekdote van Psammetichus diende als ondersteunende bewijslast daarvoor: zoals Becanus het Dietse becker in verband bracht met het eerste woord van de kinderen, zo wees Rudbeck op Zweedse woorden die er etymologisch sterk mee verwant waren: baca (“bakken”), bactare (“bakker”) en bacebulla (“brood”) bijvoorbeeld.
Het verhaal over het taalexperiment van Psammetichus is dus verschillende keren als argument gebruikt voor theorieën die blijk geven van een waardering van de eigen volkstaal, in een context van een groeiend proto-nationalisme. Daarbij wijzen de bedenkers van die theorieën op de etymologische verwantschappen tussen de taaluiting van de twee kinderen en woorden uit hun taal. 

## Navolging van het experiment
Het experiment dat Psammetichus liet uitvoeren is geen geïsoleerd geval: het heeft in de middeleeuwen en de vroegmoderne periode navolging gekregen van verschillende andere proefnemingen die vandaag eveneens als onethisch bestempeld zouden worden. Keizer Frederick II van Hohenstaufen (1194-1250) bijvoorbeeld heeft in de dertiende eeuw een gelijkaardige poging ondernomen. De keizer, bekend als Stupor mundi, had een grote interesse in empirische wetenschap en kenmerkte zich door zijn kritische houding tegenover de dogma’s van de Kerk. Zijn hof was een vruchtbaar klimaat voor astrologie en alchemie, maar ook fysica en geneeskunde werden er veelvuldig beoefend. De kroniekschrijver Salimbene de Adamis (1221-1288) wees op de extreme vormen die zijn nieuwsgierigheid kon aannemen. Zo vertelt hij dat de keizer bij wijze van experiment een man liet opsluiten in een wijnvat, tot hij stierf. Hij trachtte zo na te gaan of samen met het lichaam ook de ziel zou heengaan. Hij was immers op zoek naar een bewijs tegen de aanname dat er leven na de dood was.

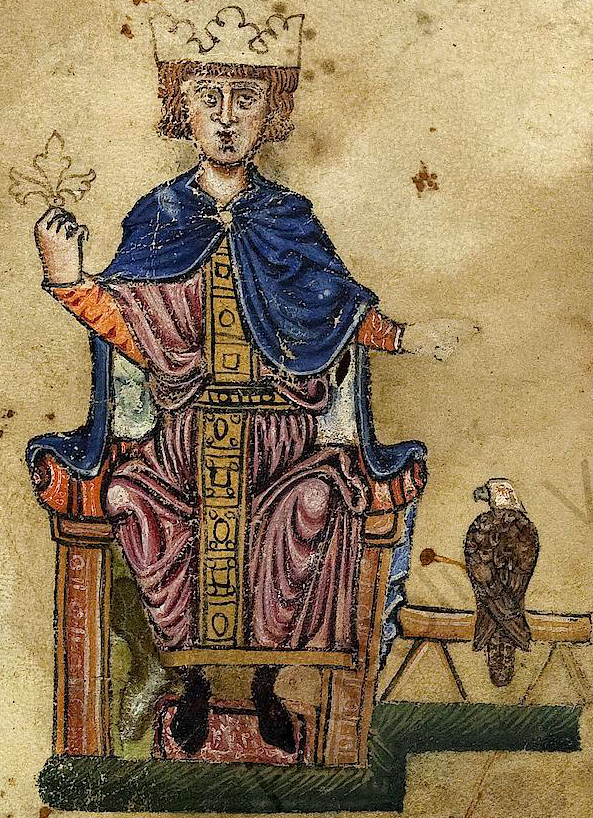
Frederick II met adelaar, uit De Arte Venandi Avibus van Frederik II, door onbekende maker (circa 1240)

Salimbene beschreef ook een taalexperiment van Frederick II waarin hij wilde achterhalen wat de oorspronkelijke menselijke taal was. Hij bracht kinderen onder de hoede van opvoedsters en droeg hen op om hen borstvoeding te geven en hen te wassen, maar voor de rest geen enkele vorm van affectie te tonen. Volgens de veronderstelling van de keizer zouden de kinderen Hebreeuws, Grieks, Latijn of Arabisch gaan spreken, ofwel de moedertaal van hun ouders. Zijn proefneming leverde echter niets op, aangezien alle kinderen vroegtijdig stierven. Daaruit volgde de conclusie dat de kinderen niet zonder gebaren en liefkozingen van hun verzorgers konden leven.
Hoewel het opzet van het experiment van Frederick II hetzelfde was als bij Psammetichus, verschilt het op een aantal punten van dat van die laatste: het aantal kinderen (onbepaald tegenover twee), de omgeving van de proef (bij gewone verzorgsters tegenover in een geitenstal) en de uitkomst (geen uitkomst tegenover een concrete uitkomst). De historicus Kantarowicz laat echter in zijn biografie over Frederick II uitschijnen dat Psammetichus mogelijk ter inspiratie diende voor de keizer, net zoals de Arabische roman van Ibn Tufail uit de twaalfde eeuw, genaamd Hayy ibn Yaqdhan. Daarin wordt een kind op een eiland opgevoed door een ree. Het kind leert er de taal van het dier en komt zo tot filosofische inzichten. Als kenner van de Arabische en ook de Griekse taal is het mogelijk te veronderstellen dat Frederick II beide werken gelezen heeft.
Een experiment dat meer gelijkenissen vertoont met wat Herodotus beschreef, is dat van koning Jacobus IV van Schotland (1473-1513), twee eeuwen na Frederick II. Ook hij had een grote belangstelling voor wetenschap. Zijn hof fungeerde als een centrum voor onderzoek, waarmee hij zijn onderdanen aanmoedigde om hun intellectuele capaciteiten te ontwikkelen. De Schotse kroniekschrijver Robert Lindsay van Pitscottie (1532?-1578?) verhaalt dat de koning een doofstomme vrouw liet oppakken om haar afgezonderd van de rest van de wereld twee kinderen groot te brengen. De koning voorzag alles wat nodig was voor de opvoeding: voedsel, drinken, kaarsen, kleding… De taal die de twee kinderen hebben voortgebracht, zou volgens verschillende bronnen een mooi Hebreeuws geweest zijn – wat in het Westen als de oertaal beschouwd werd –, al twijfelde de kroniekschrijver zelf aan die bewering. 
De proefneming van de koning lijkt sterk op die van Psammetichus in de versie van de Hellenen: het aantal kinderen (twee) komt overeen, de omgeving (bij opvoedsters die niet konden spreken), en er is bij beide sprake van een succesvol resultaat. Het verhaal is echter naar alle waarschijnlijkheid niet historisch, enerzijds door die coïncidenties met dat van Psammetichus, en anderzijds door het onrealistische resultaat. Daarin onderscheidt het zich van het experiment van Frederick II, waar het mislukken van de proef bijdraagt aan de geloofwaardigheid ervan.
In het Oosten heeft Akbar de Grote (1542-1605), heerser van het Mogolrijk, zich in de zestiende eeuw ook aan een gelijkaardig onderzoek gewaagd. De leider kwam in 1578 in een intellectuele crisis terecht naar aanleiding van een visioen dat hij ervoer. Als gevolg paste hij zijn regime aan, onder andere met de introductie van debatten tussen gelovigen van verschillende religies. Het taalexperiment dat hij uitvoerde situeert zich in die vrijdenkende periode die samenvalt met zijn herbronning. Akbar wilde nagaan of kinderen wel zouden leren spreken als ze niet aan menselijke taal zouden worden blootgesteld. Als de kinderen inderdaad woorden zouden produceren, zou hij dat beschouwen als een teken van een goddelijke tussenkomst. Hij liet een twintigtal pasgeborenen onderbrengen in een sarai, een rustplaats, afgezonderd van de buitenwereld. Die plaats kreeg de bijnaam Gang Mahal of “domhuis”. Ze waren in het gezelschap van zwijgende bewakers en van verzorgsters wiens mond dichtgeplakt was. Na vier jaar brachten de kinderen nog geen woord uit, zo bleek in 1582 wanneer de heerser de plaats bezocht. Volgens de overleveringen bleven de kinderen ‘dom’, waardoor het huis zijn bijnaam waardig bleek te zijn. Het motief van Akbar om zijn experiment uit te voeren, verschilde van dat van Psammetichus, Frederick II en Jacobus IV van Schotland omdat het van religieuze aard was. De verschillende bronnen die de proefneming verhalen en de overeenstemmende details maken het waarschijnlijker dat het experiment historisch is.

## Uiteenlopende lezingen van het experiment
Het onderzoek van Psammetichus heeft in verschillende wetenschapsdomeinen een rol gespeeld, en wordt dan ook in verschillende contexten geciteerd. Voor Psammetichus zelf had het een etnografisch doel: hij trachtte ermee vast te stellen welk volk het oorspronkelijke was. Hoewel hij dat deed door een poging te ondernemen om de oertaal te bepalen, was dat slechts een middel om zijn uiteindelijk doel te bereiken. Het diende als taalkundige evidentie om het oudste volk te identificeren, gebaseerd op de veronderstelling dat de kinderen de taal van hun eerste voorouders zouden gaan spreken als ze geen taalinput zouden krijgen. Die aanname wilde hij niet als hypothese testen met zijn onderzoek, maar ze diende om de resultaten te interpreteren, en zo etnografische conclusies te trekken.
Toch is de context waarin het onderzoek wordt geciteerd, voornamelijk verschoven van de etnografie naar de taalkunde. Er zijn een aantal redenen waarom de etnografische motivatie ervan mogelijk uit het zicht is verdwenen. In de eerste plaats is het onwaarschijnlijk dat Psammetichus uit zijn experiment de correcte conclusie heeft getrokken dat de Phrygiërs het oudste volk zijn. Daarnaast zijn er aanwijzingen in de Historiën van Herodotus dat de Phrygiërs geen vooraanstaand volk waren en zich pas later in de mediterrane zone vestigden, wat hun identificatie als oudste volk onwaarschijnlijk maakt. Het experiment van Psammetichus werd dus al snel gezien als een taalkundige kwestie, eerder dan een etnografische.
Het verhaal heeft onder andere een prominente rol gespeeld in de discussie over het ontstaan van taal, waarbij het een epigenetische lezing krijgt. Vooral in de zestiende eeuw stond de vraag wat de oudste taal was, in de belangstelling. Toen heerste er immers twijfel over de aanname dat het Hebreeuws de moeder der talen was, zoals ook Psammetichus’ onderzoek het tegendeel suggereert. Hoewel verschillende lezers het verhaal afschrijven als een mythe omwille van zijn tegenspraak met de Bijbel, zoals Guillaume Postel (1510-1518), zien anderen het als een argument dat niet het Hebreeuws de oertaal is. Becanus in de zestiende eeuw en Rudbeck in de eeuw die volgt onderwerpen het experiment zelfs aan een andere epigenetische lezing, waarbij ze etymologische verbanden leggen met het Diets en het Zweeds. Wat de verschillende theorieën bindt, is dat ze allemaal uitgaan van een liniaire geschiedenis waar één taal is ontstaan, waaruit vervolgens de andere talen afstammen. Zo’n visie is een vorm van hyperdiffusionisme.
Het experiment van Psammetichus speelt vandaag vooral een belangrijke rol op epistemologisch vlak. Het kan immers gezien worden als een onderzoek naar de oorsprong van taalkennis, of naar wat er aan de basis van taalverwerving ligt. Het wordt bijvoorbeeld regelmatig aangehaald in het nature-nurture-debat. Die discussie draait in deze context om de vraag of het menselijk brein van nature over een capaciteit beschikt om een taal te verwerven, of dat de mens eerder vaardigheden heeft om de taal van zijn omgeving op te pikken. Het experiment van Psammetichus kende voornamelijk vanaf 1960 een hernieuwde belangstelling, na de opkomst van de generatieve grammatica, die ervan uitgaat dat het taalvermogen aangeboren is. Chomsky's language acquisition device (LAD) werd toen bijvoorbeeld ook geïntroduceerd. Ferguson & Slobin beschrijven de proefneming als een poging om na te gaan wat aangeboren is bij taalverwerving en lezen het dus epistemologisch.  
Psammetichus zelf neemt impliciet ook een positie in binnen het nature-nurture-debat. Hij wilde immers onderzoeken wélke taal de kinderen in hun geïsoleerde omgeving zouden spreken, en niet óf ze een taal zouden ontwikkelen. Dat impliceert dat hij gelooft dat talen op een manier zijn ingebouwd in de menselijke geest, en tot uiting kunnen komen. Zelfs als het verhaal fictief zou zijn, hebben op zijn minst de vertellers ervan die veronderstelling. Het is wel opmerkelijk dat Psammetichus ervoor koos twee kinderen te isoleren en niet één. Dat suggereert immers een overtuiging dat een soort gemeenschap, al is het een kleine, nodig is vooraleer taal zich kan ontwikkelen, zelfs al zou taalvermogen aangeboren zijn. Anderzijds is het ook mogelijk dat het een voorzorgsmaatregel was voor het geval dat een van de kinderen vroegtijdig overleed.
In de context van het Psammetichusexperiment halen taalkundigen verschillende andere onethische experimenten aan waarbij kinderen geïsoleerd werden, zoals dat van Frederick II en Jacobus IV. Daarnaast worden ook kinderen die om andere redenen in talige afzondering opgroeien ermee in verbinding gebracht. Dat zijn onder andere dove kinderen in een ‘horende’ familie die zich niet communicatief heeft aangepast, kinderen die extreme vormen van misbruik en verwaarlozing hebben ervaren, of kinderen die om onbekende redenen in isolement leefden. Het ‘wolfskind’ Victor van Aveyron uit de negentiende eeuw is een voorbeeld uit die laatste groep. Hij groeide op in het wild, werd rond zijn twaalf jaar gevat en vervolgens verder opgevoed in de bewoonde wereld. Ondanks vele pogingen om hem taal te leren, kon hij amper woorden begrijpen of spreken. Zulke gevallen worden verbonden met het verhaal van Psammetichus en aangehaald in discussies over de rol van externe factoren bij taalverwerving.
Het taalexperiment van Psammetichus heeft dus verschillende lezingen gekend in de loop van de geschiedenis, waaronder een etnografische, epigenetische en epistemologische. Hoewel aan de uitkomst ervan tegenwoordig geen waarde meer wordt gehecht in de taalwetenschap, komt het verhaal ook nu nog veelvuldig aan bod in inleidingen op taalstudies en in taalkundige discussies.  